# Adeuomphalus xerente
Adeuomphalus xerente is een slakkensoort, de plaatst in een familie is onzeker.  De soort hoort tot de fauna van de diepzee. De wetenschappelijke naam van de soort is voor het eerst geldig gepubliceerd in 2009 door Absalão.